# Tuy, Batangas
Tuy (read as "too-wee") là một đô thị cấp ba ở tỉnh Batangas, Philippines. Theo điều tra dân số năm 2000, đô thị này có dân số 35,672 người trong 6.978 hộ.

## Barangays
Tuy, về mặt hành chính, được chia thành 22 khu phố (barangay).
| - Acle - Bayudbud - Bolboc - Dalima - Dao - Guinhawa - Lumbangan - Luntal - Magahis - Malibu - Mataywanac | - Palincaro - Luna (Pob.) - Burgos (Pob.) - Rizal (Pob.) - Rillo (Pob.) - Putol - Sabang - San Jose - San Jose (Putic) - Talon - Toong - Tuyon-tuyon |